# Dardski narodi
Dardski narodi /ime dolazi od sanskrtske riječi  'darada'  kojim se označavaju narodi na sjeverozapadu Indije/, skupina naroda u planinskim prostorima Afganistana, Pakistana i Indije, jezično slabo izučenih. Dardski narodi pripadaju indoiranskoj jezičnoj skupini, unutar koje se klasificiraju ili kao posebna grana, ili kao grana indoarijskih naroda. Njihove glavne grupe su Kašmirci;  Kohistanci; Šina; Čitralci s Kho (govore khowar) i Kalasha; Kunar-govornici. Ponekad im se pripisuju i Nuristanci ili Kafiri. 

## Vanjske poveznice
- [ Arhivirana inačica izvorne stranice od 31. kolovoza 2009. (Wayback Machine) The Dardic Peoples of Afghanistan, Pakistan & India]
- Dardic & Nuristani languages  Arhivirana inačica izvorne stranice od 23. srpnja 2008. (Wayback Machine)